# Văgaș
Văgaș – wieś w Rumunii, w okręgu Satu Mare, w gminie Tarna Mare. W 2011 roku pozostawała niezamieszkana.